# If I'm Honest
If I'm Honest è il decimo album in studio del cantante di musica country statunitense Blake Shelton, pubblicato nel 2016.

## Descrizione

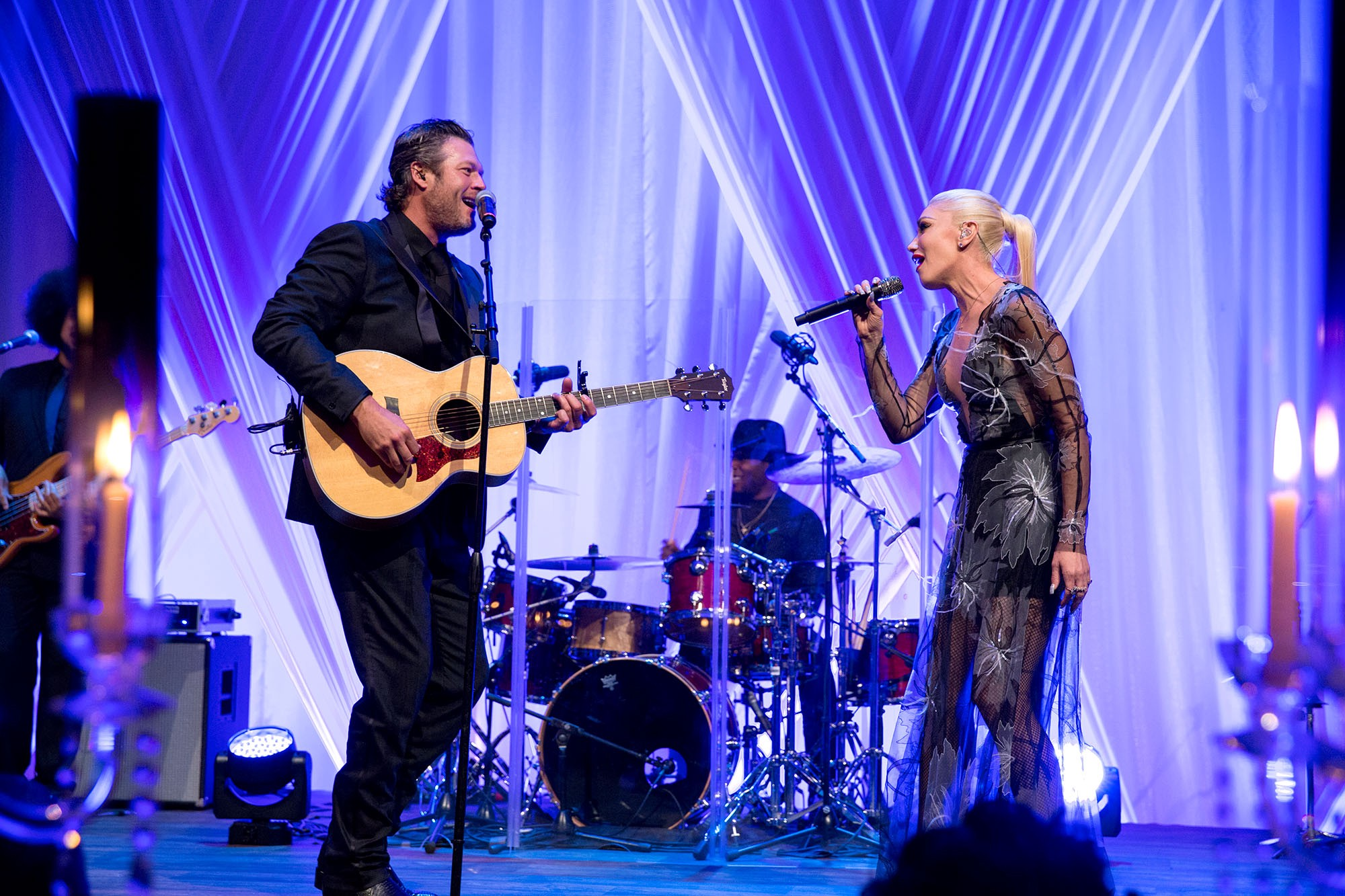
Blake Shelton con Gwen Stefani in una performance alla Casa Bianca nel 2016

Il progetto discografico, prodotto da Scott Hendricks, vede la partecipazione di Gwen Stefani e The Oak Ridge Boys. Shelton ha collaborato con numerosi compositori e scrittori per le tracce dell'album, tra cui Mark Irwin, Rhett Akins, Jessi Alexander, Jacoby Shaddix e Jon Randall.

Il cantante ha raccontato la nascita del progetto discografico, scritto e composto successivamente al divorzio di Shelton da Miranda Lambert e la nuova relazione con Gwen Stefani:
«Se avete seguito la mia carriera, sapete cosa mi è successo negli ultimi mesi. Qualcosa è stato brutto e qualcosa è stato buono. Sto facendo quello che dovrei fare, cioè mettere tutto quello che ho passato e metterlo nella musica, e non mi sono mai sentito così legato ad un disco prima d'ora. Quando la gente sentirà questo disco, forse non saprà cosa mi è successo, ma saprà cosa ho provato. E questo è eccitante per me, metterlo là fuori per le persone»

## Accoglienza
Keith Harris, recensendo l'album per Rolling Stone, ritrova all'interno dei brani vi è il tentativo di «dimostrare che ha ancora un po' di inferno da sollevare prima di andare in paradiso» rispetto agli eventi personali che hanno interessato la vita di Shelton, tra cui il divorzio da Miranda Lambert.  Jim Farber per Entertainment Weekly conferma la visione di Harris, riportando che «non ci vuole un detective per capire di chi sono queste canzoni: sono cronache della sua relazione con la collega Gwen Stefani, un legame notoriamente forgiato sulla scia di due rotture simmetriche: lui da Miranda Lambert, lei da Gavin Rossdale», definendolo «l'album più autobiografico della carriera di Shelton».
Janine Schaults di Consequence apre la recensione affermando «l'album scritto dopo le vicende sentimentali di Shelton, si affloscia sotto troppi sfarzosi e smielati ornamenti pop» rimanendo affascinata solamente dalla collaborazione con Stefani, scrivendo che «la sua voce si fonde in modo affascinante con quella di Shelton».

## Riconoscimenti
Billboard Music Awards
- 2017 - Candidatura al miglior album country[10]

People's Choice Awards
- 2017 - Miglior album country[11]

## Tracce
1. Straight Outta Cold Beer – 2:45
2. She's Got a Way with Words – 3:11
3. Bet You Still Think About Me – 3:55
4. Every Time I Hear That Song – 3:35
5. Came Here to Forget – 3:40
6. Every Goodbye – 3:10
7. It Ain't Easy – 3:31
8. A Guy with a Girl – 3:10
9. Go Ahead and Break My Heart (featuring Gwen Stefani) – 4:25
10. Friends – 3:03
11. One Night Girl – 3:41
12. Doing It to Country Songs (featuring The Oak Ridge Boys) – 3:02
13. Green – 3:11
14. You Can't Make This Up – 3:30
15. Savior's Shadow – 2:42

## Classifiche
| Classifica (2016)              | Posizione massima |
| ------------------------------ | ----------------- |
| Australia                      | 13                |
| Canada                         | 3                 |
| Stati Uniti                    | 3                 |
| Stati Uniti Top Country Albums | 1                 |